# Dunja Figenwald Puletić
Dunja Figenwald Puletić (Zagreb, 27. studenoga 1941. – Beograd, 19. studenoga 2015.) voditeljica, spikerica i novinarka Radio televizije Zagreb i RTS-a, te političarka.

## Životopis
Dunja (Lango) Figenwald Puletić rođena je u Zagrebu kao Dunja Figenwald. Otac joj je bio dipl. ing. Ivan (Hans) Figenwald, a majka Ljubočka (de Grimani) Figenwald, imala je tri i pol godine starijeg brata Nenada. Osnovnu školu i gimnaziju završila je u Zagrebu. Upisala engleski i francuski jezik na Filozofskom fakultetu u Zagrebu, diplomirala u Beogradu engleski jezik i književnost.
Od 1960. do lipnja 1967. godine radila je na Radio-televiziji Zagreb. Godine 1967. preselila se u Beograd i zaposlila se u Radio TV Beograd. Radila na RTS-u do lipnja 1999. godine, kada je otišla u mirovinu.
Radila je kao spikerica i voditeljica informativnog programa, kao i kulturno-zabavnog programa RTS-a. Vodila je televizijske prijenose glazbenih festivala, kao i kvizove u čijoj realizaciji je sudjelovala i kao suradnik.
Prinudni odmor zbog nepodobnosti imala je od siječnja 1992. godine do prosinca 1995. godine, po odluci generalnog direktora RTS-a Milorada Vučelića. Za vrijeme vladavine Slobodana Miloševića ponovo je stavljena na listu za prinudni odmor, te je na osobni zahtjev otišla u mirovinu.
Sudjelovala je na izborima za beogradsku Skupštinu, gdje je predvodila listu za Beograd Socijaldemokratske partije Srbije (SDPS) čelnika, Bošnjaka Rasima Ljajića. Uspjela je preći izborni prag kao jedina Hrvatica sa svih pobjedničkih lista.
Tri puta je bila u braku; prvi put se udala mlada, u Zagrebu za novinara Milana Sigetića, drugi puta za Milana Miličevića Langa, zbog koga se u dvadesetšestoj preselila u Beograd gdje je 1968. rodila sina Istoka, a nešto manje od četiri godine i kćer Srnu, danas glumicu i autoricu dvaju romana. Treći suprug joj je bio crnogorski poduzetnik Živko Puletić, s kojim je imala sina Luku rođenog 1986. godine.

## Vanjske poveznice
- Studio Dunja službena stranica  Arhivirana inačica izvorne stranice od 19. studenoga 2015. (Wayback Machine)